# Méthode II de Constantinople
Méthode II de Constantinople (en grec : Μεθόδιος Β΄) est patriarche de Constantinople en 1240.

## Biographie
Méthode, supérieur du monastère de Hyacinthe, est élu patriarche mais meurt 3 mois après son élévation.